# 天主教墨西卡利教区
天主教墨西卡利教區（拉丁語：Dioecesis Mexicalensis），是墨西哥一個天主教教區，包括西部下加利福尼亚州東北部和索諾拉州西北部。屬蒂華納總教區。
教區成立於1966年3月25日。2004年有教友1,317,533人，佔總人口77.3%。有五十一個堂區、司鐸121人。現任教區主教為若瑟·伊西德羅·格雷羅·馬西亞斯。